# Цветочник Петер
Цветочник Петер ((нем. Blumepeter), настоящее имя Петер Шефер (нем. Peter Schäfer); 5 апреля 1875, Планкштадт — 15 июня 1940, Вислох) — житель германского города Мангейм, местный торговец цветами и сумасшедший, история жизни которого стала частью мангеймского городского фольклора.

## Биография
По причине заболевания щитовидной железы Петер Шефер страдал карликовостью, деформацией лица и умственной отсталостью. За всю свою жизнь он не получил никакого образования и даже не посещал школу. Известно, что он был рождён вне брака и проживал с тётей, которая, чтобы компенсировать свои затраты на его содержание, примерно с 1900 года отправляла его торговать цветами на улицу.
С возрастом его умственное заболевание прогрессировало, и он стал известен в Мангейме по причине агрессивного и провокационного поведения по отношению к другим людям: в частности, он часто бил других людей и демонстрировал им свои половые органы. В итоге в 1919 году он был помещён в психиатрическую больницу в Вайнхайме, откуда его периодически отпускали домой. Однако во время пребывания в городе он продолжал вести себя агрессивно и вызывающе. И после протестов жителей в 1929 году его перевели на стационар в Вислохе. Он умер в 1940 году — официально от естественных причин, но существует версия, что Петер был умерщвлён нацистами в рамках проводимой ими кампании по «избавлению» от душевнобольных людей.

## Память
Цветочник Петер и его выходки ещё при его жизни стали популярной темой для шуток среди жителей Мангейма. Ныне в его честь проводится ежегодный благотворительный фестиваль с продажей цветов и продуктов питания, а в 1970 году его именем была названа высшая городская награда Мангейма — Bloomaulorden. Кроме того, в Мангейме в 1966 году ему установлен памятник работы немецкого скульптора Герда Дехофа. В 2007 году Эберхардом Ройсом была написана книга о жизни Петера —  Erinnerungen an den «Blumepeter». Ein Mannheimer Schicksal.